# Patrisztika

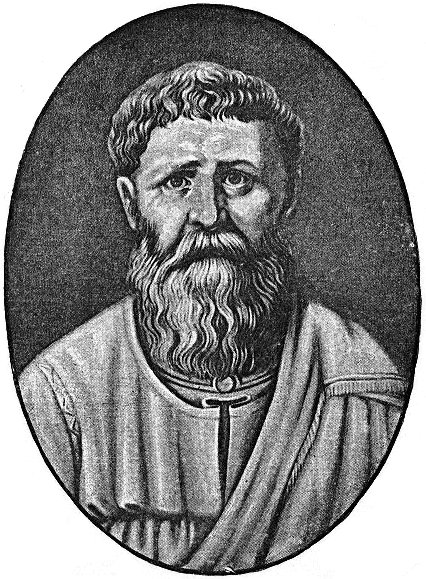
Hippói Szent Ágoston

Patrisztikának (vagy Patrológiának) nevezik az apostolokat követő keresztény ókor időszakában (Kr. u. I. századtól a Kr. u. VIII. századig) élt egyházatyák tanításával, általánosságban az ókori kereszténység történetének, írott és tárgyi kultúrájának kutatásával és megismertetésével foglalkozó tudományágat. 
Az egyházatyák (patres) műveit nagy tekintély övezte, gondolataik azonban nem képeztek egységet sem rendszertani, sem történelmi értelemben, inkább egy átmeneti szakaszhoz hasonlatosak a keresztény élet apológiájától az iskolaszerű teológiáig.
Az egyházatyák főként arra törekedtek, hogy a keresztény tanokat az antik filozófia segítségével megszilárdítsák, valamint megvédelmezzék a pogány tanoktól, a gnózistól és a császárkultusztól. A hit védelmében sokan még a vértanúságot is vállalták, mint például Justinus mártír (100–166).
A patrisztika filozófiájára befolyással volt a platonizmus, Alexandriai Philón (Kr. e. 25–45) vallásbölcselete, az újplatonizmus és a sztoa.
A patrisztika görög és latin ágra különíthető el. Az elkülönítés alapja a nyelvi és kulturális különbségek. A görög atyák inkább kozmológiai, a latinok inkább antropológiai téren mutattak érdeklődést.

## Periódusok
A patrisztika három nagy periódusra osztható:

### Első periódus
A körülbelül Kr. u. 200-ig tartó időszak az apologéták (hitvédők) kora. Az apologéták legfőbb feladata a pogányok és a gnosztikusok elleni küzdelem, valamint a Szentírás védelmezése volt. A szentírást a görög filozófia és a hellenisztikus terminológia segítségével igyekeztek megerősíteni. Fontosabb képviselő: Tertullianus (160–222). Tertullianusra vezetik vissza a paradoxonra épülő hitvallást: Credo, quia absurdum est (Hiszem, mert képtelenség), ami jelentősen befolyásolta a teológiai, a tudományos és a filozófiai gondolkodást is. Tény azonban, hogy Tertullianus a maga gondolatát egy konkrét kontextusban mondta, a gnosztikusokkal vitatkozva, ezért kb. így értendő: "[Krisztus föltámadását történelmi eseményként pont azért] hiszem, mert [utólagos filozófiai spekulációként] képtelenség".

### Második periódus
Körülbelül Kr. u. 200–450 a hittételek (dogmák) kialakulásának és rendszerezésének kora. A hit és a tudás viszonyát elemezték főként. A korszak legismertebb gondolkodói Hippói Szent Ágoston (354–430), Alexandriai Kelemen (180–216), Nüsszai Szent Gergely (325–394) és Órigenész (185–253) voltak.
A hittételeket az egyetemes zsinatokon fogadták el (az első egyetemes zsinat Niceában, 325-ben volt). Ebben a korszakban vált a kereszténység a Római Birodalom államvallásává.

### Harmadik periódus
A harmadik periódus (Kr. u. 450–800) a dogmák részletes kidolgozásának és értelmezésének a kora.

## Fontosabb képviselők

### Alexandriai Kelemen
Alexandriai Kelemen (145–215) szemben állt a gnoszticizmus áramlatával és megalapozta az igazi keresztény gnózist, s ezzel kapcsolatot teremtett az antik filozófia és a keresztény hit között.
Kelemen szerint a filozófia Isten akaratából való. A görög filozófusok híján voltak a kinyilatkoztatásnak, azonban ők is az Istentől nyert természetes megvilágosodás hatása alatt álltak, amikor például a világ ősokát feltételezték.
Kelemen gondolkodásával szemben áll Tertullianus (160 körül–220 után) álláspontja. Szerinte a filozófia káros a hitre nézve: "Mi köze van Jeruzsálemnek Athénhoz!"

### Órigenész
Órigenész (185–253) az Atyaistenről, mint összetétel nélküli értelmes természetű (simplex intellectualis natura) személyről beszél, aki csak a Fiúban, azaz az Igében (Logoszban) válik érthetővé, aki maga Krisztus (vö. a reneszánsz előtti Atya-ábrázolásokkal). Isten változatlan, emberi tulajdonságokkal fel nem ruházható (vö. antropomorfizmus).
Órigenész mondta ki elsőnek, hogy az egyház Isten városa itt a földön (Jer. hom. 9,2), mely szükségképpen legyőzi majd a szekuláris világot. Világosan tanítja: „Extra hanc domum, id est ecclesiam, nemo salvatur” (Ezen a házon, az egyházon kívül senki sem üdvözül; In Jos. hom. 3,5). Szerinte az eretnekek hite nem fides, csupán credulitas (nem hit, csak hiedelem; In Rom. 10,5).

### Nüsszai Szent Gergely
Nüsszai Szent Gergely (335–394) az embereket az érzéki és a szellemi világ összekötő tagjaiként fogta fel. A lélek szerinte az „alkotó, élő, értelmes szubsztancia, amely a szerves és felfogásra képes testnek élet- és észlelőerőt kölcsönöz”. A lélek és a test egységet alkotnak, és egymásra vannak utalva. Az ember Isten képmása; azonban amíg Isten nem teremtett lét, s így változhatatlan, addig az ember teremtett lény, és ezzel változékony is. Ebben az a lehetőség rejlik, hogy az ember szabad akarata révén képes eltávolodni a jótól a rossz felé.

### Pszeudo-Dionüsziosz Areopagitész
Pszeudo-Dionüsziosz Areopagitész (500 körül), az állítólagos apostoli tanítvány, egybeolvasztotta az újplatonikus és keresztény gondolkodást, és módszertani előmunkálatokat végzett a skolasztika számára. Dionüsziosz Isten megismerésének három útját ismeri:
- A pozitív közelítés megnevezi az isteni tulajdonságokat (például Szentháromság).

- A negatív közelítés (negatív teológia), a teremtett lényekből indul ki, és mindent tagad Istenben, amely csak a teremtményekhez tartozik (például Istennek nincs teste).

- A misztikus út nem más, mint felemelkedés minden adottól a meghatározhatatlanhoz.

A dolgok Istenből keletkeznek fokozatosan, és oda is térnek vissza misztikus egyesülés révén.

### Szent Ágoston
Hippói Szent Ágoston (354–430) minden kétséget kizáróan a kereszténység egyik legnagyobb filozófusa, szinte az egész középkor ideológiája belőle táplálkozik. Áttelepítette a keresztény filozófiába mindazt, amit fontosnak érzett, nemcsak a neoplatonikusoktól, hanem Cicerótól, Platóntól, a sztoikus filozófiától is.
Gondolkodói hagyatékának számos eleme máig él a keresztény teológia és bölcselet sok ágában: ilyen a platonizmusa, a kegyelemről szóló tanítása, a predesztináció tana. Katolikus és protestáns irányzatok sora hivatkozott műveire, amelyeket a VII. századtól gondos kezek gyűjtöttek egybe, és adtak közre egyre alaposabb és teljesebb nyomtatott kiadásokban.
Ágoston tanításban Isten felfoghatatlan, de nem leírhatatlan, azonban van valami a teremtett világban, ami alapján fogalmat alkothatunk róla. A teljes isteni nagyságot azonban a bűnös ember nem láthatja, mert Isten tulajdonságai azonosak lényegével.
Isten felfoghatatlan az ágostoni tanítás szerint, és ez azért van így – írja Ágoston –, mert bár tudjuk, hogy létezik, nem tudjuk, hogy mit jelent. Halandó életünk során nem láthatjuk őt „csak tükör által”. Isten felfoghatatlansága az emberi gyengeségből, hiányosságból adódik.
Az ember csak akkor ismerheti meg Istent, amikor a lélek elvált a testtől. Ágoston ezen elmélete azon az ógörög filozófiában fellelhető elméleten alapul, miszerint hasonló csak hasonlót képes megismerni (Platón, Empedoklész stb.).